# Carlo de Nembrini-Gonzaga
Carlo de Nembrini-Gonzaga (18 février 1850 - 23 avril 1903) est un diplomate italien. Il est conseiller étranger au Japon durant l'ère Meiji et enseigne l'allemand et l'anglais.

## Biographie
Né à Zadar (ville de culture italienne mais située à l'époque dans l'empire d'Autriche), il est issu d'une illustre famille noble. En 1871, il rejoint la marine austro-hongroise en tant qu'aspirant. Il participe au voyage en Extrême-orient de la corvette Erzherzog Friedrich de 1874 à 1876 en tant cadet de 2e classe et accoste au japon en septembre et octobre 1874 et en août 1875.
Après son retour en Europe, il sert au bureau hydrographique pendant quelques mois afin de suivre une formation. Il n'apprécie cependant pas ce travail et, en 1877, il est autorisé à quitter la marine. En 1878, il est secrétaire au consulat général italien de Yokohama. Il se marie à la même époque avec une Japonaise nommée Ishigane.
En 1880, il signe son premier contrat avec le ministère japonais de l'Éducation pour aller enseigner l'allemand à Tokyo en tant que conseiller étranger. On ignore ensuite ce qu'il devient jusqu'en avril 1888 lorsqu'il enseigne l'anglais pendant un an dans une école de commerce de Kyoto. Il est ensuite employé comme traducteur par le département des Affaires étrangères de la préfecture de Kanagawa et, d'avril 1888 à sa mort soudaine en 1903, il travaille pour le bureau maritime du ministère des Communications.
Il meurt le 25 avril 1903 à Yokohama et est enterré au cimetière étranger de la ville.